# خورشیدگرفتگی ۲۲ ژانویه ۱۸۷۹
خورشیدگرفتگی ۲۲ ژانویه ۱۸۷۹ (به انگلیسی: Solar eclipse of 22 January 1879) یک خورشیدگرفتگی از نوع خورشیدگرفتگی حلقه‌ای بود. این خورشیدگرفتگی در تاریخ ۲۲ ژانویه ۱۸۷۹ روی داد که زمان اوج آن، ساعت ۱۱:۵۳:۰۸ به‌وقت ساعت هماهنگ جهانی بوده‌است. مدت‌زمان و طول این خورشیدگرفتگی ۰۳ دقیقه و ۰۳ ثانیه بود.